# Crown Jewel (2023)
Crown Jewel (2023) – gala wrestlingu wyprodukowana przez federację WWE dla zawodników z brandów Raw i SmackDown. Odbyła się 4 listopada 2023 w Mohammed Abdo Arena w Rijadzie w Arabii Saudyjskiej. Emisja była przeprowadzana na żywo za pośrednictwem serwisu strumieniowego Peacock w Stanach Zjednoczonych i WWE Network na całym świecie oraz w systemie pay-per-view. Była to piąta gala w chronologii cyklu Crown Jewel.
Na gali odbyło się osiem walk, w tym jedna w pre-show Kickoff. W walce wieczoru, Roman Reigns pokonał LA Knighta broniąc Undisputed WWE Universal Championship. W innych ważnych walkach, Iyo Sky pokonała Biancę Belair broniąc WWE Women’s Championship, Logan Paul pokonał Reya Mysterio zdobywając WWE United States Championship oraz w pierwszej walce w karcie, Seth „Freakin” Rollins pokonał Drew McIntyre’a broniąc World Heavyweight Championship. Podczas gali powróciła do WWE Kairi Sane; jej ostatnia walka w WWE odbyła się w lipcu 2020 roku, ale pozostała w firmie do grudnia 2021 roku jako ambasador Japonii. Na gali także był występ saudyjskiego aktora i komika Ibrahima Al Hajjaja, który był gościem specjalnym w Miz TV.
Było to także ostatnia gala WWE, które została oficjalnie dystrybuowane na Blu-ray i DVD w Europie, a także przedostatnie wydanie w Stanach Zjednoczonych, ponieważ WWE zdecydowało się nie przedłużać kontraktu Fremantle na domowe wydania wideo po 2023 roku i zamknęło swój dział domowego wideo na koniec roku. Crown Jewel ukazał się na dwóch płytach 12 grudnia w Stanach Zjednoczonych, 18 grudnia w Wielkiej Brytanii i 22 grudnia w Niemczech.

## Produkcja i rywalizacje
Crown Jewel oferowało walki profesjonalnego wrestlingu z udziałem wrestlerów należących do brandów Raw i SmackDown. Wyreżyserowane rywalizacje (storyline’y) były kreowane podczas cotygodniowych gal Raw i SmackDown. Wrestlerzy są przedstawieni jako heele (negatywni, źli zawodnicy i najczęściej wrogowie publiki) i face’owie (pozytywni, dobrzy i najczęściej ulubieńcy publiki), którzy rywalizują pomiędzy sobą w seriach walk mających budować napięcie. Kulminacją rywalizacji jest walka wrestlerska lub ich seria.

### Seth „Freakin” Rollins vs. Drew McIntyre
9 października na odcinku Raw, gdy Seth „Freakin” Rollins świętował swoją udaną obronę mistrzostwa świata wagi ciężkiej na Fastlane, stanął twarzą w twarz z Drew McIntyre’em, który chciał walki o tytuł. Pomimo narzekania na zmęczenie obroną Fastlane, Rollins zgodził się, wierząc, że to na tę noc. Jednak McIntyre oświadczył, że chce zmierzyć się z Rollinsem na Crown Jewel, a Rollins się zgodził.

### Fatal 5-way match o Women’s World Championship
11 września na odcinku Raw, Nia Jax niespodziewanie powróciła do WWE – jej pierwszy występ po krótkim powrocie na Royal Rumble w styczniu – i zaatakowała Raquel Rodriguez, co pozwoliło Rhei Ripley zachować mistrzostwo świata kobiet. Jednak po walce Jax również zaatakowała Ripley. W następnym tygodniu, Jax wtrąciła się w Tag team match, w którym brały udział Shayna Baszler i Zoey Stark. Rozpoczęła się rywalizacja pomiędzy Ripley, Baszler, Jax i Rodriguez, a cała czwórka kłóciła się co tydzień. Doprowadziło to do walki pomiędzy Rodriguez i Jax 9 października, która zakończyła się podwójną dyskwalifikacją po interwencji Ripley, co doprowadziło do kolejnej bójki, w której uczestniczyła także Baszler. 16 października podczas premiery sezonu Raw, Jax próbowała ingerować w walkę pomiędzy Ripley i Baszler, jednak została zatrzymana przez Rodriguez. Następnie Stark zaangażowała się i zaatakował Ripley, powodując dyskwalifikację, co spowodowało kolejną bójkę pomiędzy wszystkimi kobietami. Później tej nocy Generalny Menadżer Raw Adam Pearce ogłosił, że Ripley będzie bronić mistrzostwa świata kobiet przeciwko Jax, Baszler, Stark i Rodriguez w Fatal 5-way matchu na Crown Jewel.

### Roman Reigns vs. LA Knight oraz John Cena vs. Solo Sikoa
Po poparciu LA Knighta na Payback, a następnie współpracy z nim na Fastlane, aby pokonać The Bloodline (Jimmy’ego Uso i Solo Sikoa), John Cena otworzył odcinek SmackDown z 13 października, ale został przerwany przez The Bloodline, który obejmował powrót ich lidera i niekwestionowanego mistrza WWE Universal, Romana Reignsa, który wziął urlop krótko po SummerSlam. Reigns dał Cenie opcję dobrowolnego opuszczenia ringu, w przeciwnym razie zmuszą go do odejścia, ale Cena powiedział, że przyznał się do Reignsa i że nie był tam, aby rzucić mu wyzwanie o tytuł, ponieważ nie zasłużył na tę okazję. Następnie przedstawił Knighta jako godnego pretendenta. Knight wyszedł i zganił Reignsa, a także zauważył, że pod nieobecność Reignsa stał się gwiazdą. Następnie Uso zaatakował Knighta od tyłu, ale Knight wyrzucił go z ringu. Następnie Reigns nakazał Sikoa zająć się Knightem i obaj zmierzyli się ze sobą w walce wieczoru, w którym Uso próbował wtrącić się, ale został zatrzymany przez Cenę. Knight następnie pokonał Sikoę, ale potem został zaatakowany przez Reignsa. 20 października ogłoszono, że Reigns będzie bronił niekwestionowane mistrzostwo WWE Universal przeciwko Knightowi na Crown Jewel. Tej nocy na SmackDown, gdy zdał sobie sprawę, że nie wygrał transmitowanego w telewizji Singles matchu od 2018 roku, Cena wezwał kogokolwiek, aby stawił mu czoła. Sikoa wyszedł i bił się z Ceną. 27 października ogłoszono walkę pomiędzy nimi na Crown Jewel.

### Rey Mysterio vs. Logan Paul
Po wygraniu walki bokserskiej na MF & DAZN: X Series 10 – The Prime Card 14 października, Logan Paul, którego ostatnia walka w WWE odbyła się na SummerSlam w sierpniu, rzucił wyzwanie Reyowi Mysterio o mistrzostwo Stanów Zjednoczonych. Mysterio odpowiedział, że Paul może go znaleźć w każdy piątek na SmackDown. Następnie Paul pojawił się 20 października w odcinku i opowiedział, że pokonał już Mysterio w tag team matchu na WrestleManii 38 w kwietniu 2022 roku, która była pierwszą walką Paula w WWE. Następnie Mysterio wyszedł i przyjął wyzwanie Paula o mistrzostwo Stanów Zjednoczonych na Crown Jewel.

### Cody Rhodes vs. Damian Priest
Od miesięcy Cody Rhodes kłócił się z The Judgment Day (Finn Bálor, Damian Priest, „Dirty” Dominik Mysterio i Rhea Ripley) i ich wspólnikiem JD McDonaghem. Na Fastlane, Rhodes i Jey Uso pokonali Bálora i Priesta i zdobyli niekwestionowane mistrzostwo WWE Tag Team, ale The Judgement Day odzyskali tytuły w rewanżu podczas premiery sezonu Raw 16 października. W następnym tygodniu, gdy Bálor i Priest świętowali odzyskanie mistrzostw, Rhodes przerwał. Po tym, jak Priest kpił i nazwał Rhodesa porażką, Rhodes wyzwał Priesta na pojedynek tej nocy, ale Priest odmówił, ponieważ miał już zaplanowaną walkę z Uso. Priest z kolei wyzwał Rhodesa na pojedynek na Crown Jewel, na co Rhodes się zgodził.

### Iyo Sky vs. Bianca Belair
Na SummerSlam, Bianca Belair zdobyła mistrzostwo kobiet WWE, jednak zaraz po walce Iyo Sky z Damage CTRL wykorzystała swój kontrakt Money in the Bank i pokonała Belair i zdobyła tytuł. 18 sierpnia na odcinku SmackDown, po tym jak Belair pokonała Damage CTRL (Sky i Bayley) w tag team matchu, Bayley i Sky zaciekle zaatakowały Belair krzesłami za kulisami, raniąc kolano Belair (kayfabe). Dwa miesiące później, 20 października, po tym, jak Sky skutecznie obroniła swoje mistrzostwo przeciwko Charlotte Flair, Sky i Bayley zaatakowały Flair, a Belair niespodziewanie powróciła, ratując Flair. W następnym tygodniu Belair ogłosiła, że po rozmowie z Generalnym Menadżerem SmackDown Nickiem Aldisem otrzyma rewanż o mistrzostwo kobiet WWE przeciwko Sky na Crown Jewel.

### Sami Zayn vs. JD McDonagh
Od połowy lipca, Sami Zayn był także uwikłany w rywalizację z The Judgment Day (Damian Priest, Finn Bálor, „Dirty” Dominik Mysterio i Rhea Ripley) i ich wspólnikiem JD McDonaghem. W tym czasie, Zayn i Kevin Owens stracili niekwestionowane mistrzostwo WWE Tag Team na rzecz Bálora i Priesta na Payback i nie udało im się ich odzyskać w rewanżu. Następnie, Owens został powołany na SmackDown, a Zayn pozostał na Raw i kontynuował rywalizację z Judgment Day. 30 października na odcinku Raw, gdy Ripley, Mysterio i McDonagh byli na ringu, Zayn przerwał i stwierdził, że pomimo tego, że jest sam, będzie kontynuował walkę z The Judgement Day aż do zakończenia grupy. Następnie Judgment Day próbował zaatakować Zayna, jednak ten uciekł. Później tej samej nocy, ogłoszono walkę pomiędzy McDonaghem i Zaynem w ramach pre-show Crown Jewel Kickoff.

## Wyniki walk
| Nr                                                                   | Wyniki                                                                                          | Stypulacje                                            | Czas  |
| -------------------------------------------------------------------- | ----------------------------------------------------------------------------------------------- | ----------------------------------------------------- | ----- |
| 1P                                                                   | Sami Zayn pokonał JD McDonagha poprzez pinfall                                                  | Singles match                                         | 9:40  |
| 2                                                                    | Seth „Freakin” Rollins (c) pokonał Drew McIntyre’a poprzez pinfall                              | Singles match o World Heavyweight Championship        | 18:20 |
| 3                                                                    | Rhea Ripley (c) pokonała Nię Jax, Raquel Rodriguez, Shaynę Baszler i Zoey Stark poprzez pinfall | Fatal 5-way match o Women’s World Championship        | 11:05 |
| 4                                                                    | Solo Sikoa pokonał Johna Cenę poprzez pinfall                                                   | Singles match                                         | 16:10 |
| 5                                                                    | Logan Paul pokonał Reya Mysterio (c) poprzez pinfall                                            | Singles match o WWE United States Championship        | 17:55 |
| 6                                                                    | Iyo Sky (c) pokonała Biancę Belair poprzez pinfall                                              | Singles match o WWE Women’s Championship              | 16:35 |
| 7                                                                    | Cody Rhodes pokonał Damiana Priesta poprzez pinfall                                             | Singles match                                         | 11:05 |
| 8                                                                    | Roman Reigns (c) (z Paulem Heymanem) pokonał LA Knighta poprzez pinfall                         | Singles match o Undisputed WWE Universal Championship | 20:05 |
| (c) – mistrz/mistrzyni przed walkąP – walka miała miejsce w pre-show |                                                                                                 |                                                       |       |